# Leucinodes minimalis
Leucinodes minimalis là một loài bướm đêm trong họ Crambidae.